# Ponte Rondinella Marzocco
ASD Ponte Rondinella Marzocco – włoski klub piłkarski, mający swoją siedzibę w mieście Florencja, w środku kraju.

## Historia
Chronologia nazw:
- 1946: Associazione Sportiva Rondinella
- 1962: A.C. Rondinella Marzocco Firenze - po fuzji z G.S. Marzocco
- 1997: Rondinella Impruneta S.r.l. - po fuzji z A.S. Impruneta Tavarnuzze
- 2002: Rondinella Firenze S.r.l.
- 2003: Associazione Calcio Firenze Rondinella S.p.A.
- 2005: Associazione Calcio Rondinella Calcio S.r.l.
- 2009: klub rozwiązano
- 2009: San Frediano Rondinella Società Sportiva Dilettantistica a r.l.
- 2012: klub rozwiązano
- 2012: Associazione Sportiva Dilettantistica VG Rondinella Marzocco
- 2015: Associazione Sportiva Dilettantistica Rondinella Marzocco
- 2016: Associazione Sportiva Dilettantistica Ponte Rondinella Marzocco - po fuzji z U.P.D. Ponte a Greve

Sportowy klub Associazione Sportiva Rondinella został założony we Florencji w lipcu 1946 roku. W sezonie 1950/51 zespół startował w Prima Divisione Toscana, gdzie zajął 8.miejsce w grupie B. W 1951 liga została przemianowana na Promozione Toscana. W sezonie 1956/57 zwyciężył w grupie B Promozione Toscana i awansował do Interregionale. W 1958 jednak spadł do Prima Categoria Toscana. W 1961 i 1962 zdobył mistrzostwo, ale nie potrafił w meczach play-off zdobyć promocję do Interregionale. W 1962 połączył się z G.S. Marzocco, zmieniając nazwę na A.C. Rondinella Marzocco Firenze. W 1969 awansował do Serie D. W sezonie 1978/79 zajął 2.miejsce w grupie D i otrzymał promocję do Serie C2. W sezonie 1981/82 znów był drugim w grupie C i awansował do Serie C1. W 1987 został zdegradowany do Serie C2, a w 1990 do Interregionale. Po zakończeniu sezonu 1996/97, w którym zajął spadkowe 17.miejsce w grupie E Campionato Nazionale Dilettanti, połączył się z A.S. Impruneta Tavarnuzze, dzięki czemu pozostał w lidze jako Rondinella Impruneta S.r.l. W sezonie 1998/99 zwyciężył w grupie E i awansował do Serie C2. W 2002 spadł do Serie D, po czym zmienił nazwę na Rondinella Firenze S.r.l. W 2003 przyjął nazwę Associazione Calcio Firenze Rondinella S.p.A., a w 2005 Associazione Calcio Rondinella Calcio S.r.l. W następnym sezonie 2005/06 zajął ostatnie 18.miejsce w grupie E Serie D i spadł do Eccellenza Toscana. Po roku został zdegradowany do Promozione Toscana. Po zakończeniu sezonu 2008/09 klub ogłosił bankructwo z powodu wysokiego zadłużenia i został rozwiązany. 
Latem 2009 powstał nowy klub o nazwie San Frediano Rondinella Società Sportiva Dilettantistica a r.l., który otrzymał od FIGC tytuł sportowy i mienie należące do nieudanego stowarzyszenia oraz został dopuszczony do mistrzostw w Promozione Toscana. Po zakończeniu sezonu 2011/12 klub ogłosił upadłość.
Latem 2012 przez grupę fanów został założony Associazione Sportiva Dilettantistica VG Rondinella Marzocco i w sezonie 2012/13 startował w Campionato Provinciale di Terza Categoria. W sezonie 2013/14 zwyciężył w grupie B Terza Categoria Firenze i awansował do Seconda Categoria. W 2015 zmienił nazwę na Associazione Sportiva Dilettantistica Rondinella Marzocco. Po zakończeniu sezonu 2015/16, w którym został sklasyfikowany na drugiej pozycji w grupie M Seconda Categoria Toscana i zdobył promocję do Prima Categoria Toscana, połączył się z klubem U.P.D. Ponte a Greve, przyjmując nazwę Associazione Sportiva Dilettantistica Ponte Rondinella Marzocco.

## Sukcesy

### Trofea międzynarodowe
Nie uczestniczył w rozgrywkach europejskich (stan na 31-05-2017).

### Trofea krajowe
| \| \| Zdobyte trofea w rozgrywkach Włoch (stan na: 31-05-2017) \| |                                                          |      |          |
| Rozgrywki                                                         | Osiągnięcie                                              | Razy | Sezon(y) |
| · Mistrzostwo                                                     | I miejsce                                                | 0    |          |
| · Mistrzostwo                                                     | II miejsce                                               | 0    |          |
| · Mistrzostwo                                                     | III miejsce                                              | 0    |          |
| · Puchar                                                          | zdobywca                                                 | 0    |          |
| · Puchar                                                          | finalista                                                | 0    |          |
| II liga                                                           | I miejsce                                                | 0    |          |
| II liga                                                           | II miejsce                                               | 0    |          |
| II liga                                                           | III miejsce                                              | 0    |          |
| Włochy                                                            | Zdobyte trofea w rozgrywkach Włoch (stan na: 31-05-2017) |      |          |

- Serie C1:
  - 7.miejsce (1x): 1983/84 (grupa A)

## Stadion
Klub rozgrywa swoje mecze domowe na Stadio comunale Gino Bozzi we Florencji, który może pomieścić 3800 widzów.